# Cistugo
Cistugo es un género de murciélagos microquirópteros de la familia Vespertilionidae que habitan en el sur de África. Otros autores lo clasifican en el género Myotis.

## Especies
- Cistugo lesueuri, Roberts, (1919).
- Cistugo seabrae, Thomas, (1912).